# Gegants d'Esplugues de Llobregat
Els gegants d'Esplugues de Llobregat són el conjunt de gegants, gegantons, capgrossos i bestiari festiu del municipi d'Esplugues de Llobregat (Baix Llobregat). Els seus orígens es remunten al 1984, quan el consistori va acordar la construcció de tres figures basades en la llegenda medieval del cavaller de Picalqués: el noble Mateu, la pubilla Marta i el cavall Quim. La Colla de Geganters d'Esplugues es fundà paral·lelament i, des de llavors, és l'entitat encarregada de portar, mantenir i promoure el conjunt. La col·lecció es completà el 1987 amb la gitana Caterina i actualment inclou també catorze capgrossos i la figura de foc La Fal·lera, un drac estrenat el 1989.

## Història
L'any 1983 el Consell Municipal de Cultura va decidir dotar la vila d'uns gegants propis per reforçar la festa major de Sant Mateu. Les tres primeres figures (Mateu, Marta i Quim) foren encarregades al Taller Can Boter (Tiana) i estrenades i batejades durant la cercavila de setembre de 1984, apadrinades pels Gegants de Molins de Rei i amb el testimoni dels de Sant Joan Despí.
El 1987 s'incorporà la geganta Caterina, que completa el relat llegendari. Dos anys més tard, l'alumnat de l'institut Joanot Martorell va construir el cap del drac La Fal·lera, estrenat el 1989 com a peça de foc de la colla i batejat amb el crit característic «Fal·lera, fal·lera, fal·lera gegantera!».
Paral·lelament, entre el 1987 i el 1996 van anar apareixent els catorze capgrossos actuals, batejats amb noms vinculats a barris, topònims o llegendes locals ―com el Dimoni de l'Espluga o el Pagès de la Plana― i immortalitzats en un llibret editat amb motiu de la celebració de Ciutat Gegantera 1997 a Esplugues.
La proclamació d'Esplugues com a Ciutat Gegantera l'any 1997 va suposar l'arribada de colles d'arreu de Catalunya i la consolidació definitiva del moviment geganter local. El 2004, coincidint amb el vintè aniversari dels gegants, Esplugues acollí la Trobada Nacional de Capgrossos i s'inaugurà la plaça dels Capgrossos, davant del parc Pou d'en Fèlix.
Actualment, la Colla participa en les principals activitats festives del municipi, organitza anualment la trobada de gegants i capgrossos per la festa major de Sant Mateu i difon la cultura popular en escoles i actes veïnals.

## Llegenda del cavaller de Picalqués
La llegenda situa l'acció a l'edat mitjana. El cavaller Mateu, hereu del castell de Picalqués, i la pubilla Marta de l'hostal proper viuen un amor prohibit per les seves famílies respectives. La gitana Caterina facilita la seva trobada la Nit de Sant Joan. De camí a la cita, el cavall Quim s'esvera i cavall i genet cauen per un barranc morint tràgicament. Desconsolada, Marta es retira per sempre més, mentre Caterina manté viva la memòria de l'encontre. Aquesta narració fou popularitzada en forma d'auca i ha inspirat diverses versions literàries i musicals.